# Теке (туркмены)

Орнамент племени теке на флаге Туркменистана.

Теке (туркм.Teke; также текинцы) — одно из крупнейших подразделений в составе туркменского народа. Согласно одной из версий, название происходит от древнего тотема "теке" - «горный козёл».
Исторический регион расселения — юг и центр современного Туркменистана. Туркмены-теке пришли на территорию современного Туркменистана с полуострова Мангышлак, поселившись в предгорьях Копетдага, в оазисах Мерв и Ахал-Теке, куда в начале XVIII века (1714—1719 гг.) их привёл вождь Кеймир Кёр.
В 1926 году туркмены-теке вместе с туркменами-йомудами составляли более половины всех туркмен.
Примечательно, что часть туркмен-теке продолжала заниматься традиционным для тюрок кочевым скотоводством, а часть переключилась на земледелие, которое, по-видимому, было перенято у ассимилированного автохтонного ираноязычного населения в долинах рек и предгорьях. Поэтому туркмены-теке издавна делились на чарва (кочевников-скотоводов) и чомур (оседлых земледельцев). Часто даже близкие родственники проводили разделение труда: одни обрабатывали землю, а другие пасли скот, обмениваясь осенью продуктами своего труда. Будучи окружёнными враждебными племенами, текинцы были очень внимательны и заботливы по отношению к своим лошадям. Ими поддерживалась и особая местная порода — ахалтекинская лошадь, которой они очень дорожили. В отличие от других кочевых тюркских народов, текинцы принципиально не ели конину, предпочитая баранину.

## Происхождение

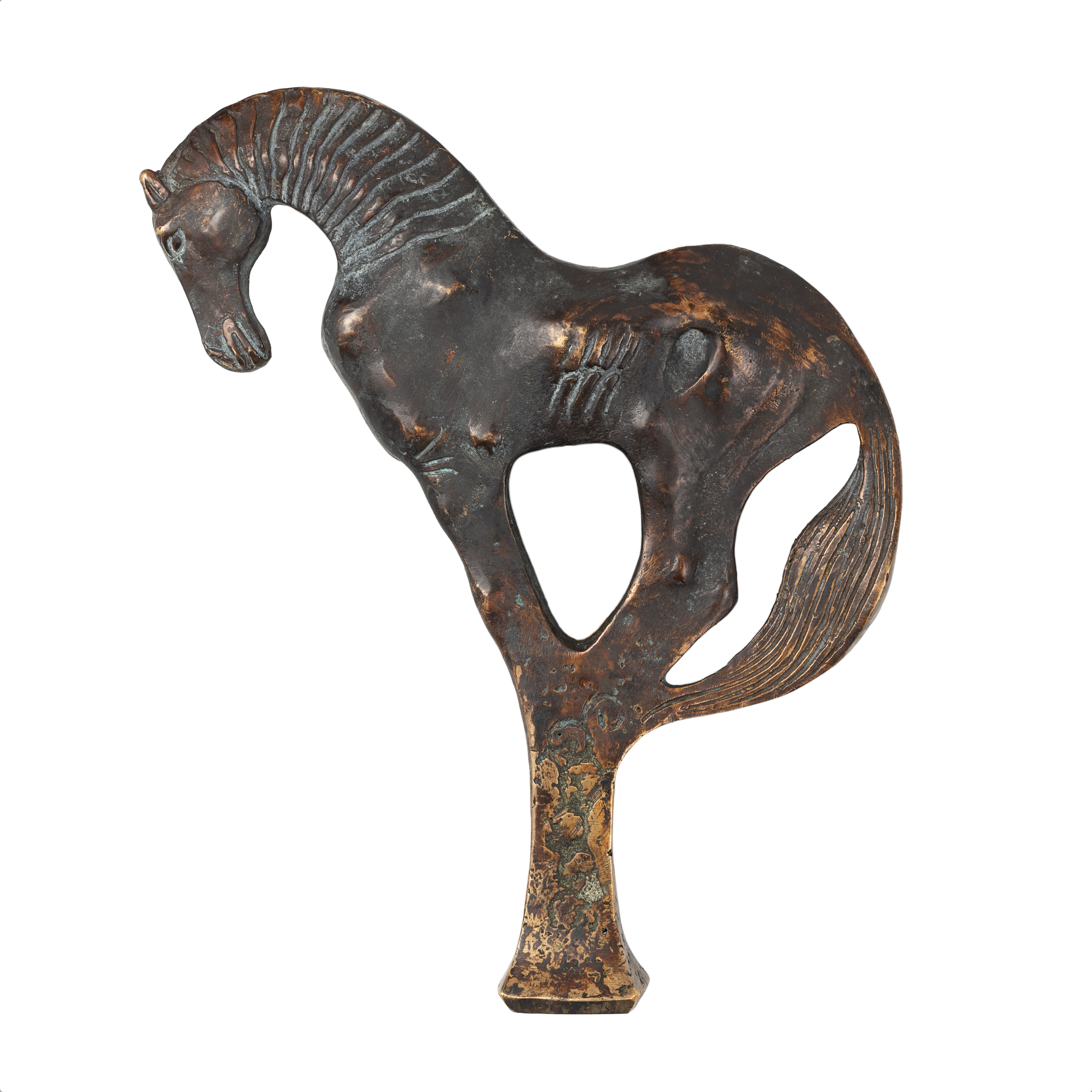
Древнее бронзовое навершие в виде коня, IV-I вв. до н.э.

Известный французский историко-географ Луи Вивьен де Сен-Мартен отождествляет древние среднеазиатские племена дахов с туркменами-теке, при этом название теке является производным (дериватом) наименования племени дахов. С данным утверждением согласен крупнейший советский историк и археолог С. П. Толстов. 
Согласно туркменскому учёному А. Бекмурадову, племя теке ведёт своё происхождение от хуннского племени тукю, при этом военно-административная организация туркмен-теке и древних хуннов аналогичны.
В «Родословной туркмен» сообщается, что род теке является потомком Той-Тутмаса из туркменского племени салыр.
Часть племени теке мигрировала из Хорезма и Серахса на территорию Анатолии в XIII в.

## История вхождения текинцев в состав Российской империи

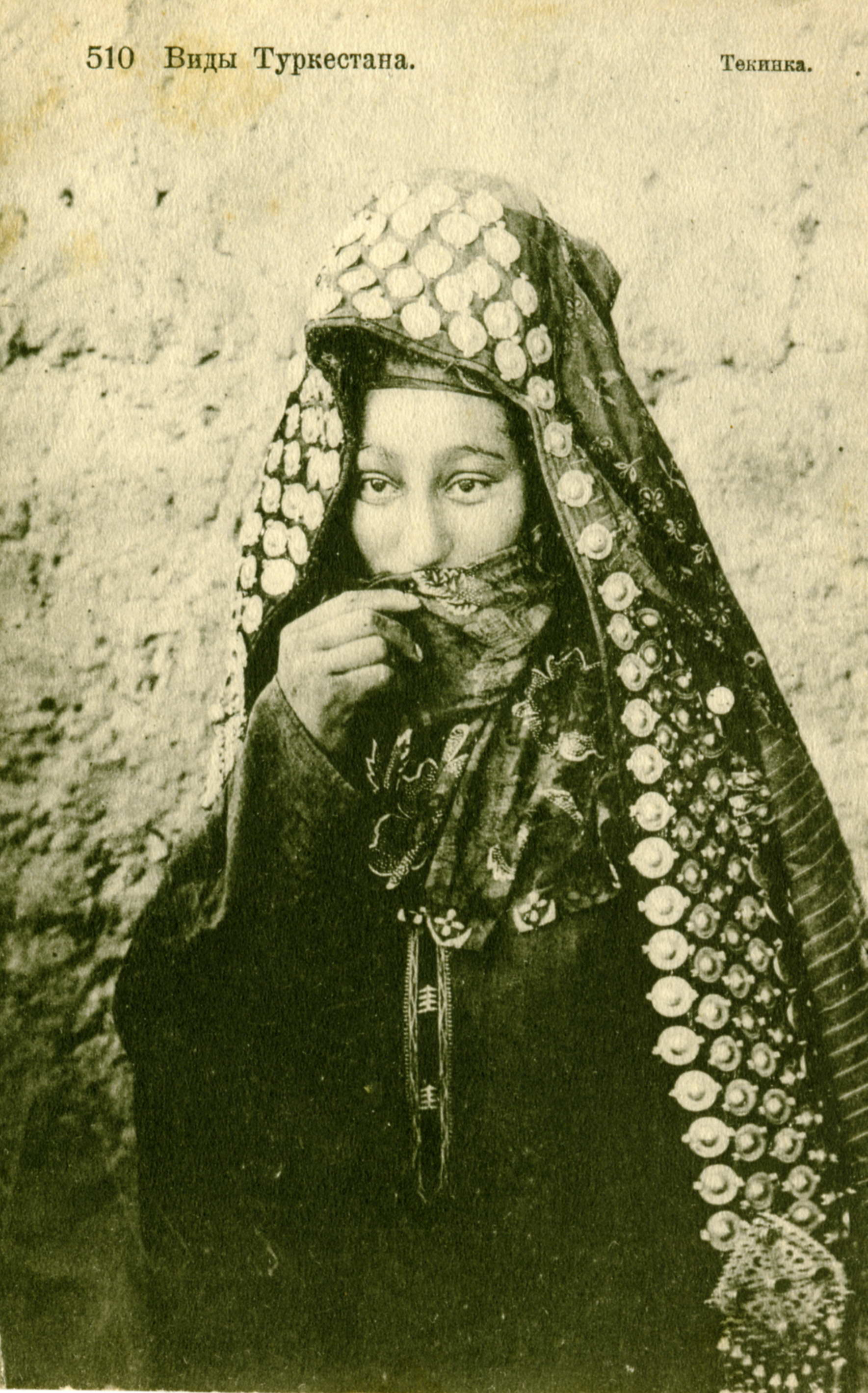
Туркменка-текинка

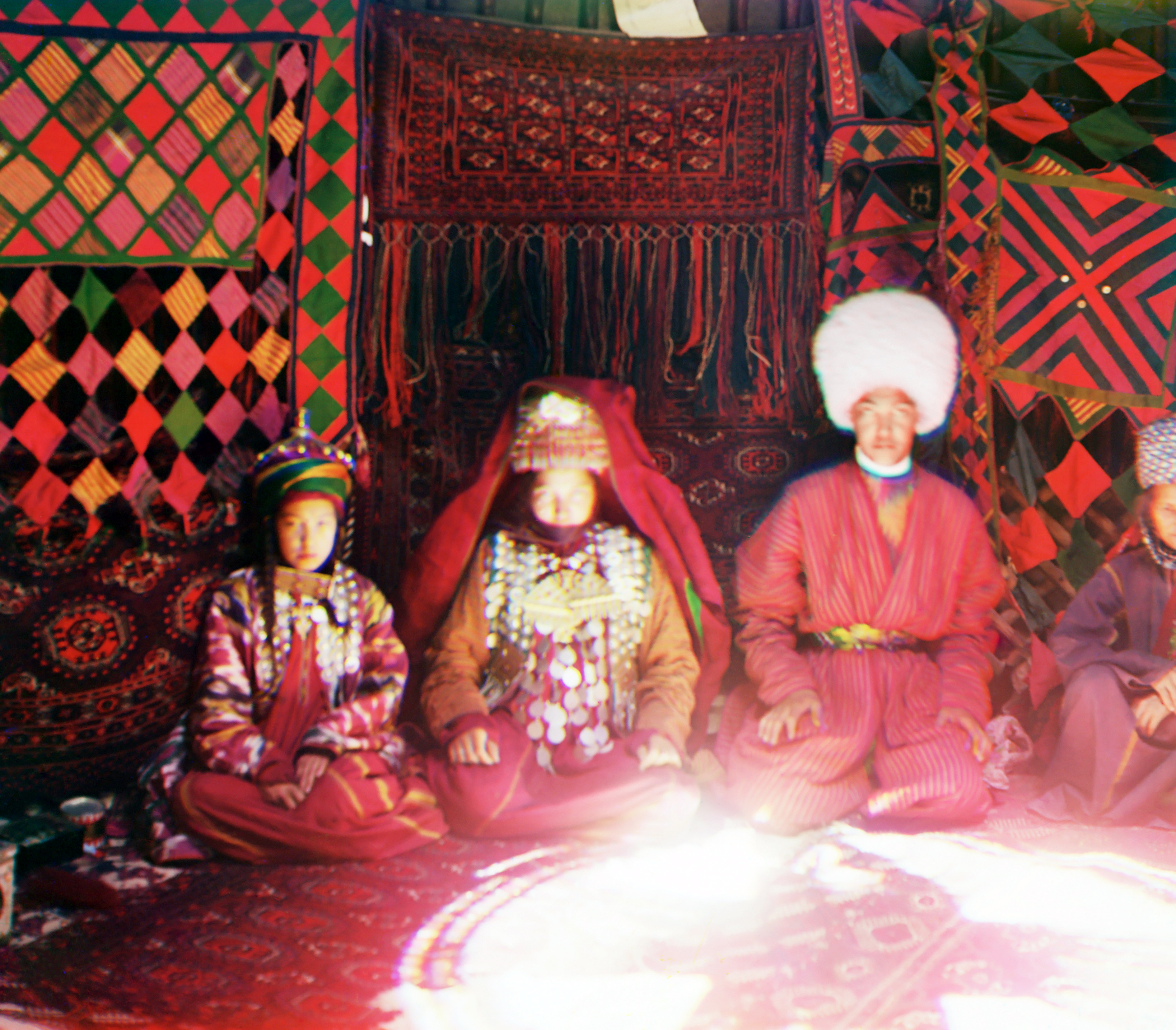
Внутри текинской кибитки. Фото С. М. Прокудина-Горского, начало XX века

Впервые русские встретились с текинцами на полуострове Мангышлак, после 1731 года, когда Младший жуз, под руководством Абдулхайр-хана, был принят под покровительство Императрицы Анны Иоановны. Ведя кочевое животноводческое хозяйство племена туркмен, в частности текинцы, использовали элементы набеговой экономики. В частности, совершали набеги на соседей с целью увода и продажи в рабство оседлого населения.
После вхождения под русское покровительство Среднего и Старшего жузов, в 1822 году Александр I издаёт «Устав о сибирских киргизах». С целью защиты своих южных границ начинается возведение постов: Кокчетав (1824 год), Акмолинск (1830 год), Новопетровское укрепление (1846 год), Уральское (1846 год), Оренбургское укрепление (1846 год), Раимское (1847 год) и Капальское (1848 год) укрепления. В 1854 году было основано укрепление Верное.
В 1879 году текинцам удалось отразить российское вторжение.

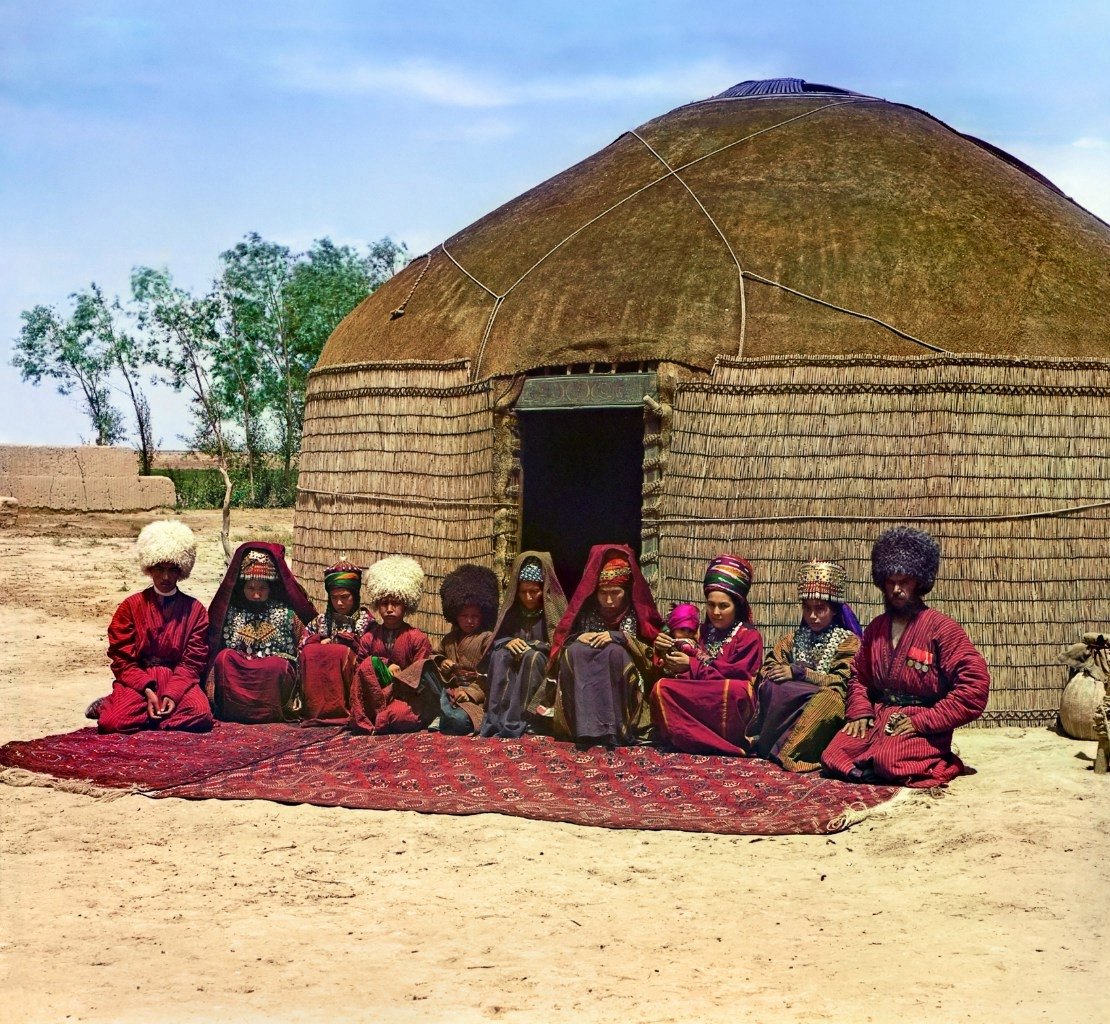
Семья теке. 1902 год

В январе 1880 года командующим новой военной экспедицией был назнанчен генерал-лейтенант М. Д. Скобелев. Скобелев составил план, который был утверждён и должен быть признан образцовым. Целью его было нанести решительный удар туркменам-текинцам, населявшим Ахал-текинский оазис. Со своей стороны узнав о походе текинцы решили переселиться в крепость Денгиль-Тепе (Геок-Тепе) и ограничиться защитой только этого пункта.
В крепости Денгиль-Тепе было 45 тысяч человек, из них вооруженных защитников 20-25 тысяч, в том числе 7-10 тысяч конных.
Оружие у защитников крепости было самое примитивное, в основном холодное. "Против современного типа войска, - пишет А. Н. Куропаткин, - вооруженного скорострельным оружием, боролось население, в котором каждый мужчина считался воином, но главным своим оружием считал "клыч", т. е. шашку, и главным видом боя - бой рукопашный". У защитников Геок-Тепе было всего 4 - 5 тыс. ружей, в числе которых около 600 русских берданок, захваченных в 1879 г. во время первой экспедиции. Текинцы производили вылазки, преимущественно ночью и наносили русским немалый урон, захватив даже однажды знамя и два орудия.
Скобелев сам сделал вылазку, прошёл весь путь, проверил все колодцы, дороги и после этого вернулся назад к своим войскам. Затем начался штурм. Штурм крепости был произведён 12 января 1881 года. В 11 часов 20 минут дня был произведён взрыв мины. Мощный взрыв 70 пудов пороха поднял на воздух огромную часть восточной стены и ошеломил защитников Геок-Тепе. Пыль от взрыва ещё не улеглась, когда колонна полковника Куропаткина поднялась в атаку. Подполковнику Гайдарову удалось овладеть западной стеной. Войска теснили неприятеля, который однако оказывал отчаянное сопротивление. Штурм продолжался почти весь день, храбрость защитников крепости "была тем более достойна уважения, что надежда на победу исчезла". Царским войскам был дан приказ: "Пленных не нужно". Поэтому захваченных мужчин они отделяли, выводили вперед и давали по ним залп. После долгого боя текинцы бросились в бегство через северные проходы, за исключением части, которая осталась в крепости и, сражаясь, погибла. Скобелев после падения крепости лично повел кавалерию в крепость, прошел ее насквозь и преследовал отступавших ее защитников на протяжении 15 верст до наступления темноты. Пехота следовала позади и прошла 10 верст. Войска расстреливали и рубили бегущих, в основном гражданское население, без всякой пощады. Пока шло преследование, в самой крепости "производилась очистка: масса текинцев, скрывшихся в кибитках, была разыскана и истреблена до последнего". Множество женщин металось в ужасе между юртами, моля о пощаде.
Сведения о потерях защитников крепости в день штурма различны. Но большинство авторов называет цифру в 8 тыс. человек. Русские потери за всю осаду со штурмом составили 1104 человека, а во время штурма было потеряно 398 человек (в том числе 34 офицера).
Внутри крепости были взяты: до 5 тысяч женщин и детей, 500 персов-рабов и добыча, оценённая в 6 млн рублей. На следующий день после падения Геок-Тепе Скобелев объявил так называемую баранту - четыре дня на разграбление захваченного города.  Ковры, серебро, оружие и прочие награбленные вещи продавались за копейки. Грабежом, кроме солдат, занимались также персы. Особенно зверствовали курды
Вскоре после взятия Геок-Тепе были высланы Скобелевым отряды под начальством полковника Куропаткина; один из них занял Ашхабад, а другой прошёл более чем на 100 вёрст на север, обезоруживая население, возвращая его в оазисы и распространяя воззвание с целью скорейшего умиротворения края. 14 января Скобелев был произведён в генералы от инфантерии, а 19 января награждён орденом Св. Георгия 2-й степени. Однако вскоре он был отстранен от командования, по всей видимости, из-за жестокости и больших жертв среди гражданского населения.
В Туркменистане дата финальной битвы при Геок-Тепе 12 января почитается как день памяти и траура.
6 мая 1881 года регион вошёл в состав Закаспийской области Российской Империи. В 1883 году войсками под командованием генерала Комарова был взят Теджинский оазис, а в 1884 году майором Алихановым с помощью хитрости был бескровно занят Мерв.

## После вхождения в состав Российской империи

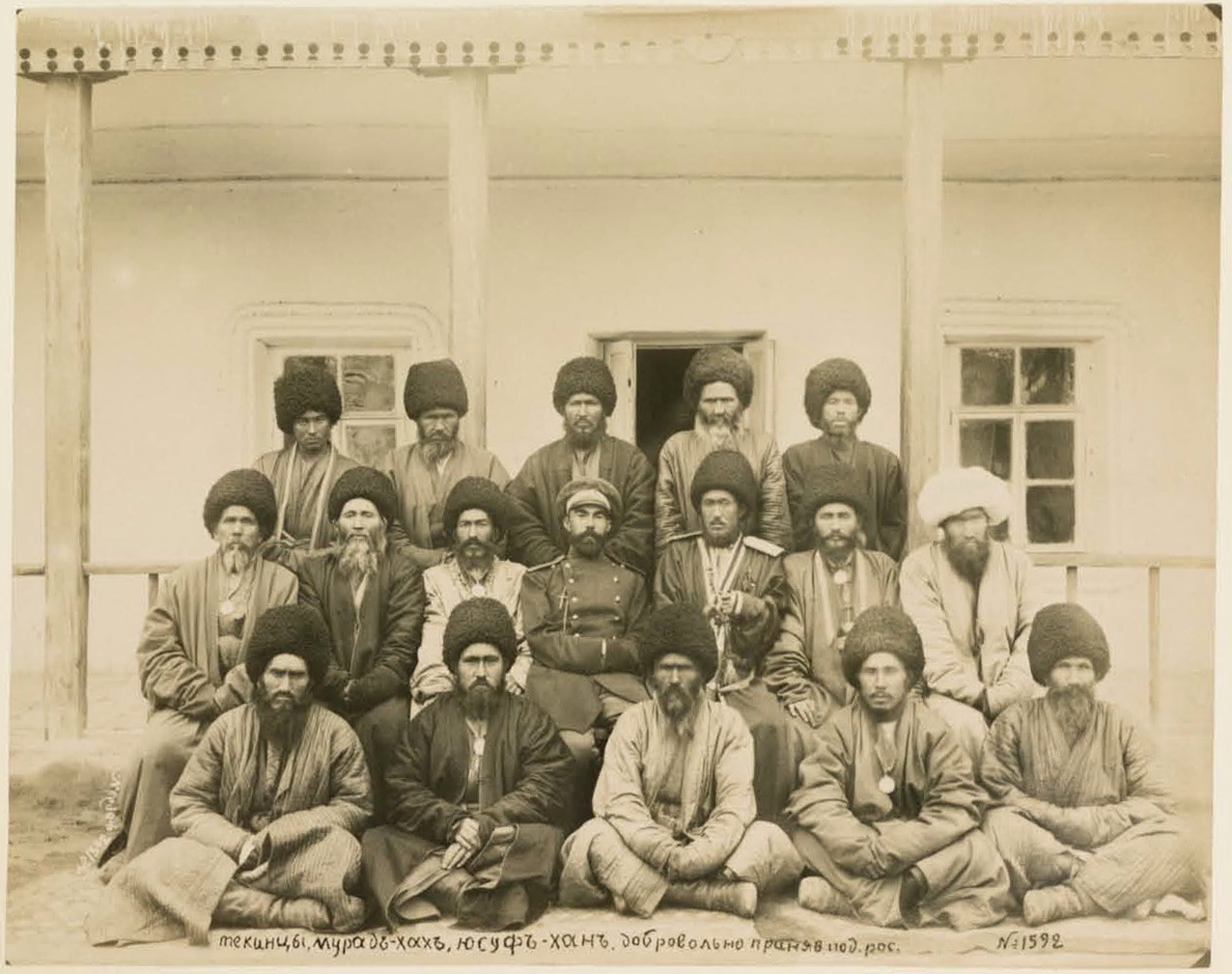
Текинцы, добровольно принявшие подданство России. Мерв, 1885—1888 гг.

После вхождения текинцев в состав Российской империи 24 февраля 1885 года в Туркестане учреждена Туркменская конная милиция. 7 ноября 1892 года Туркменская конная милиция преобразована в Туркменский конно-иррегулярный дивизион. 29 июля 1914 года дивизион развернут в Текинский конный полк (добровольческий, сформирован на средства местного населения), который отличился во время Первой мировой войны

## Деление
- Ахал-текинцы
- Марыйские текинцы